# Мастанг Риџ (Тексас)
Мастанг Риџ (енгл. Mustang Ridge) град је у америчкој савезној држави Тексас. По попису становништва из 2010. у њему је живело 861 становника.

## Демографија
Према попису становништва из 2010. у граду је живело 861 становника, што је 76 (9,7%) становника више него 2000. године.
| Група             | 2000.       | 2010.       |
| Белци             | 360 (45,9%) | 286 (33,2%) |
| Афроамериканци    | 32 (4,1%)   | 12 (1,4%)   |
| Азијати           | 3 (0,4%)    | 5 (0,6%)    |
| Хиспаноамериканци | 380 (48,4%) | 550 (63,9%) |
| Укупно            | 785         | 861         |